# 石谷市

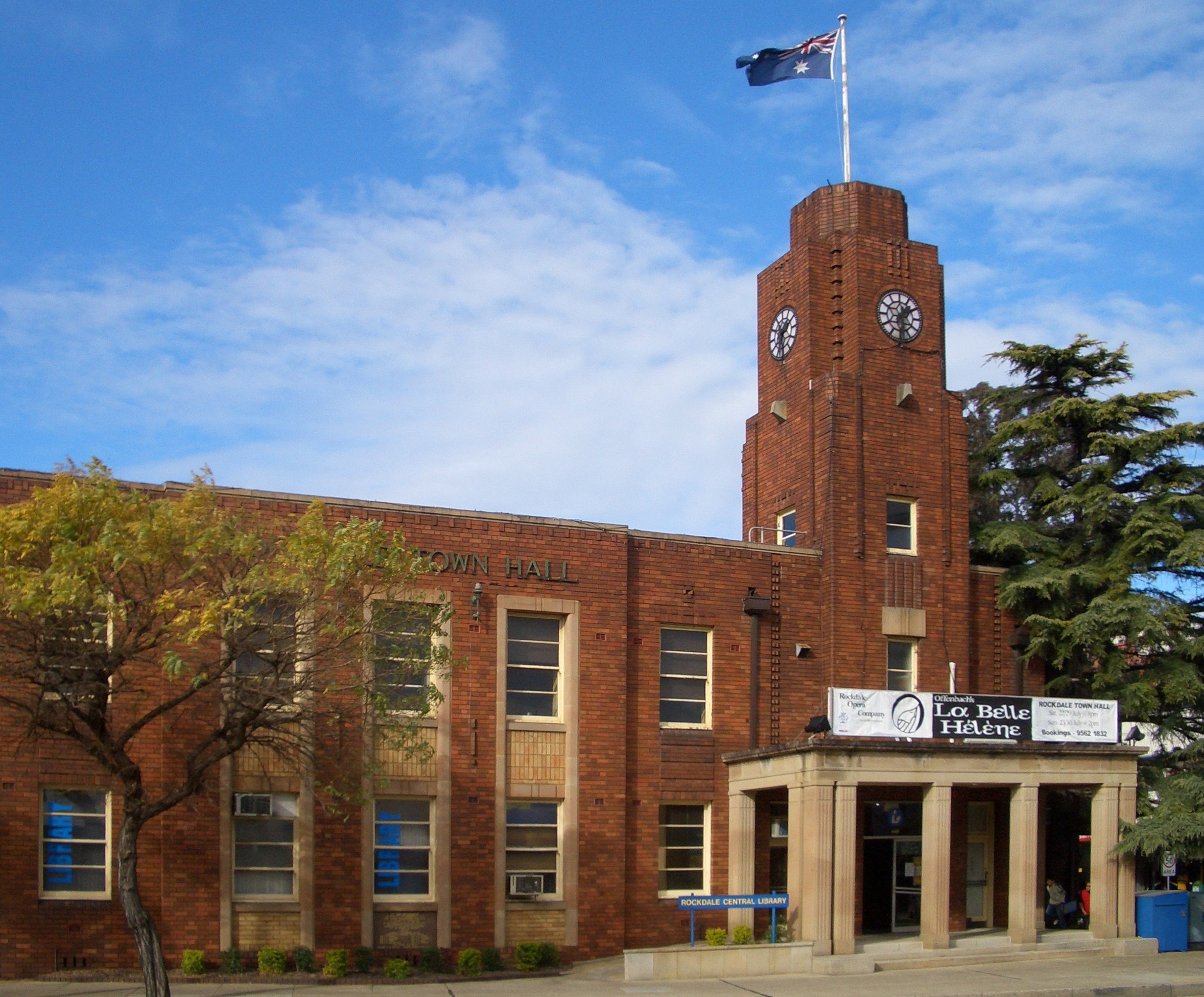
石谷市政廳

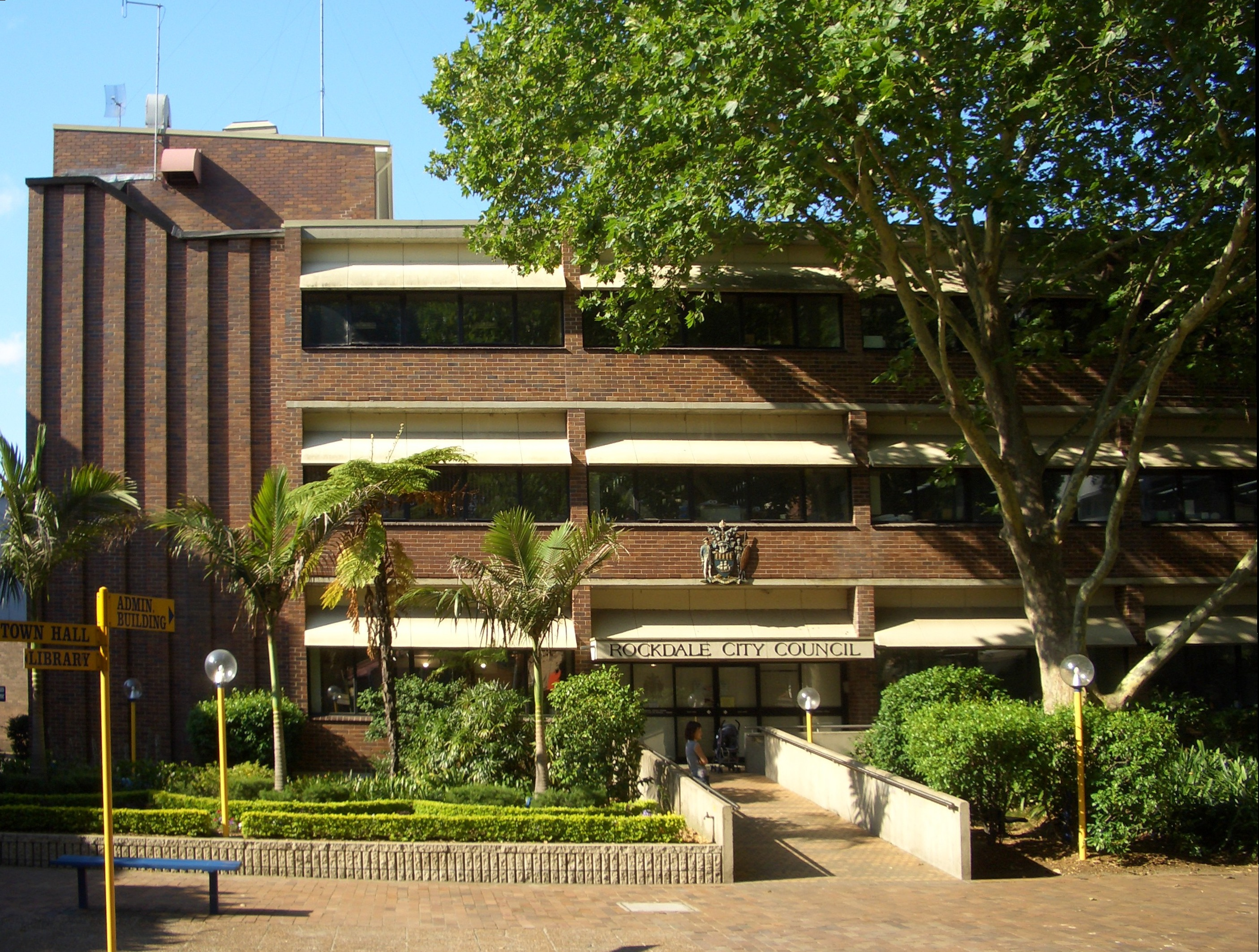
石谷市政府行政大樓

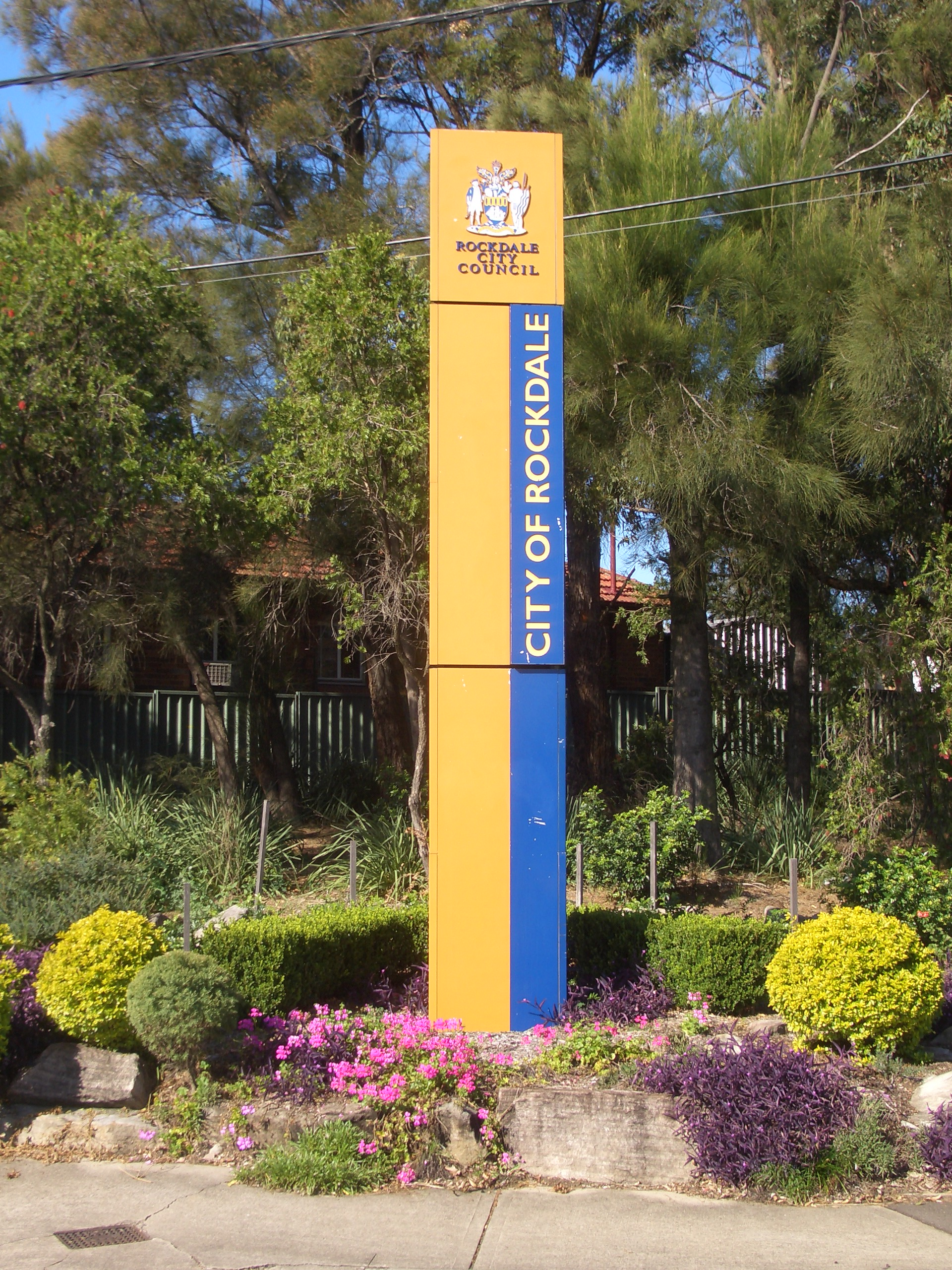
石谷市市徽

石谷市（英語：City of Rockdale）是澳大利亞南雪梨地區的一個地方政府，位於植物學灣的西岸，與雪梨中央商業區相距12公里；屬於新南威爾斯州內的聖喬治地區。石谷市的前身是西植物自治市、石谷自治市；爾後升格於1995年。

## 人文
根據澳大利亞統計局數據，石谷市於2006年的居民有92,126人，澳大利亞原住民族佔其中的0.5%（452人）。市內人口有45,810（49.7%）生於澳大利亞。
石谷市有眾多族裔：
| 出生地         | 人口數 | %     |
| -------------- | ------ | ----- |
| 澳大利亞       | 45,810 | 49.7% |
| 中華人民共和國 | 5,060  | 5.5%  |
| 希臘           | 3,226  | 3.5%  |
| 馬其頓         | 3,133  | 3.4%  |
| 黎巴嫩         | 2,870  | 3.1%  |
| 紐西蘭         | 2,051  | 2.2%  |

有38,135人平時以英語交談佔市內人口比例的41.4%。
| 語言       | 使用人口 | 百分比 |
| ---------- | -------- | ------ |
| 僅使用英語 | 38,135   | 41.4%  |
| 希臘語     | 8,700    | 9.4%   |
| 阿拉伯語   | 8,315    | 9.0%   |
| 馬其頓語   | 5,002    | 5.4%   |
| 廣東話     | 4,168    | 4.5%   |
| 華語       | 3,957    | 4.3%   |

## 議會
石谷市議會有議席15個，分由5個選區，各選出3位議員；市長非直選。

## 外部連結
- 石谷市政府官方網站
- 石谷商會網站

33°55′S 151°15′E / 33.917°S 151.250°E